# Michael Léopold Brigido
Michael Léopold Brigido von Marenfels und Bresoviz, anche noto come Michael von Brigido (Trieste, 9 febbraio 1742 – Trieste, 23 luglio 1816), è stato un arcivescovo cattolico italiano.

## Biografia
Nacque il 9 febbraio 1742 a Trieste e vi morì il 19 luglio 1816. Era un membro della famiglia baronale istriana, che possedeva proprietà a Brezovica e Lupoglavi e da tempo risiedeva a Trieste. Studiò teologia a Graz. Il 27 aprile 1788 fu consacrato arcivescovo di Lubiana; prese possesso dell'arcidiocesi l'8 giugno. Nel 1807 fu trasferito e divenne vescovo di Spiš, dove rimase fino alla sua morte, avvenuta a Trieste, durante una breve visita. Fu anche il consigliere dell'imperatore illuminista Giuseppe, dal profondo pensiero giansenista, ma non entrò in conflitto con gli insegnamenti della Chiesa romana. Era incline al rigore e al rinnovamento della disciplina ecclesiastica.

## Genealogia episcopale e successione apostolica
La genealogia episcopale è:
- Cardinale Scipione Rebiba
- Cardinale Giulio Antonio Santori
- Cardinale Girolamo Bernerio, O.P.
- Arcivescovo Galeazzo Sanvitale
- Cardinale Ludovico Ludovisi
- Cardinale Luigi Caetani
- Cardinale Ulderico Carpegna
- Cardinale Paluzzo Paluzzi Altieri degli Albertoni
- Cardinale Flavio Chigi
- Papa Clemente XII
- Cardinale Giovanni Antonio Guadagni, O.C.D.
- Cardinale Cristoforo Migazzi
- Arcivescovo Michael Léopold Brigido

La successione apostolica è:
- Vescovo Joannes Baptist Jesich (1789)
- Vescovo Franc Jožef Mikolič (1790)
- Arcivescovo Sigismund Anton von Hohenwart, S.I. (1791)
- Vescovo Franz von Raigesfeld, S.I. (1795)
- Vescovo Ignatius Cajetanus von Buset zu Faistenberg (1796)
- Vescovo Johannes Antonius de Ricci (1801)
- Vescovo Stefan Csech (1815)